# Ulderico Levi
Ulderico Levi (Reggio Emilia, 7 settembre 1842 – Reggio Emilia, 14 giugno 1922) è stato un militare, politico e filantropo italiano.

## Biografia
Figlio del cavalier Amadio, banchiere dei duchi di Modena e Parma ed Enrichetta Levi, proveniva da una ricchissima famiglia della comunità ebraica di Reggio Emilia. In giovane età prese parte alla terza guerra d'Indipendenza come tenente dei cavalleggeri "Guide"; proseguì la carriera militare anche negli anni successivi divenendo capitano nella riserva (17 giugno 1886), maggiore nella riserva (19 marzo 1903) e infine luogotenente del Re.
Tra il 1876 e il 1885 fece costruire a sue spese l'acquedotto di Reggio, fino ad allora mancante. Tra le altre numerose opere di beneficenza verso la sua città, fece anche ricostruire il teatro politeama Ariosto ed installare l'illuminazione pubblica a gas. Per questi motivi, prima nel 1876 dalla Illustrissima Comunità di Reggio, poi nel 1896 dal Re Umberto I, fu creato patrizio di Reggio assieme ai due fratelli  Arnoldo e Roberto.
Fu uno dei più importanti politici reggiani dell'epoca come esponente liberale. Eletto deputato del Regno per quattro legislature consecutive (1882 - 1895), ricoprì nel frattempo le cariche di consigliere e presidente della provincia di Reggio Emilia (1889 - 1901). Il 17 novembre 1898, infine, fu nominato Senatore del Regno.
Ulderico Levi riposa nel cimitero ebraico di Reggio Emilia.

## Opere
- Diario di guerra: la campagna del '66 , Fidenza, Mattioli, pubblicato postumo nel 2012.
- Il "Grand tour" in Europa : diario di viaggio, luglio - settembre 1875, alle grandi manovre russe, Fidenza, Mattioli, pubblicato postumo nel 2015.